# Anizy-le-Château
Anizy-le-Château ist eine ehemalige französische Gemeinde und heutige Commune déléguée mit 1.931 Einwohnern (Stand: 1. Januar 2022) im Département Aisne in der Region Hauts-de-France; sie gehörte zum Arrondissement Laon und zum Kanton Laon-1. Anizy-le-Château, Faucoucourt und Lizy wurden mit Wirkung vom 1. Januar 2019 zur Commune nouvelle Anizy-le-Grand fusioniert.

## Geografie
Anizy-le-Château liegt etwa 13 Kilometer südwestlich von Laon am Ufer des Flusses Ailette sowie am Oise-Aisne-Kanal. Umgeben wird Anizy-le-Château von den Nachorten Brancourt-en-Laonnois und Wissignicourt im Norden, Lizy im Osten, Pinon im Süden und Südosten, Vauxaillon im Südwesten, Landricourt im Westen sowie Quincy-Basse im Nordwesten.

## Bevölkerungsentwicklung
| Jahr                       | 1962 | 1968 | 1975 | 1982 | 1990 | 1999 | 2006 | 2012 |
| Einwohner                  | 1526 | 1713 | 1788 | 1926 | 1896 | 1903 | 1900 | 1930 |
| Quellen: Cassini und INSEE |      |      |      |      |      |      |      |      |

## Sehenswürdigkeiten

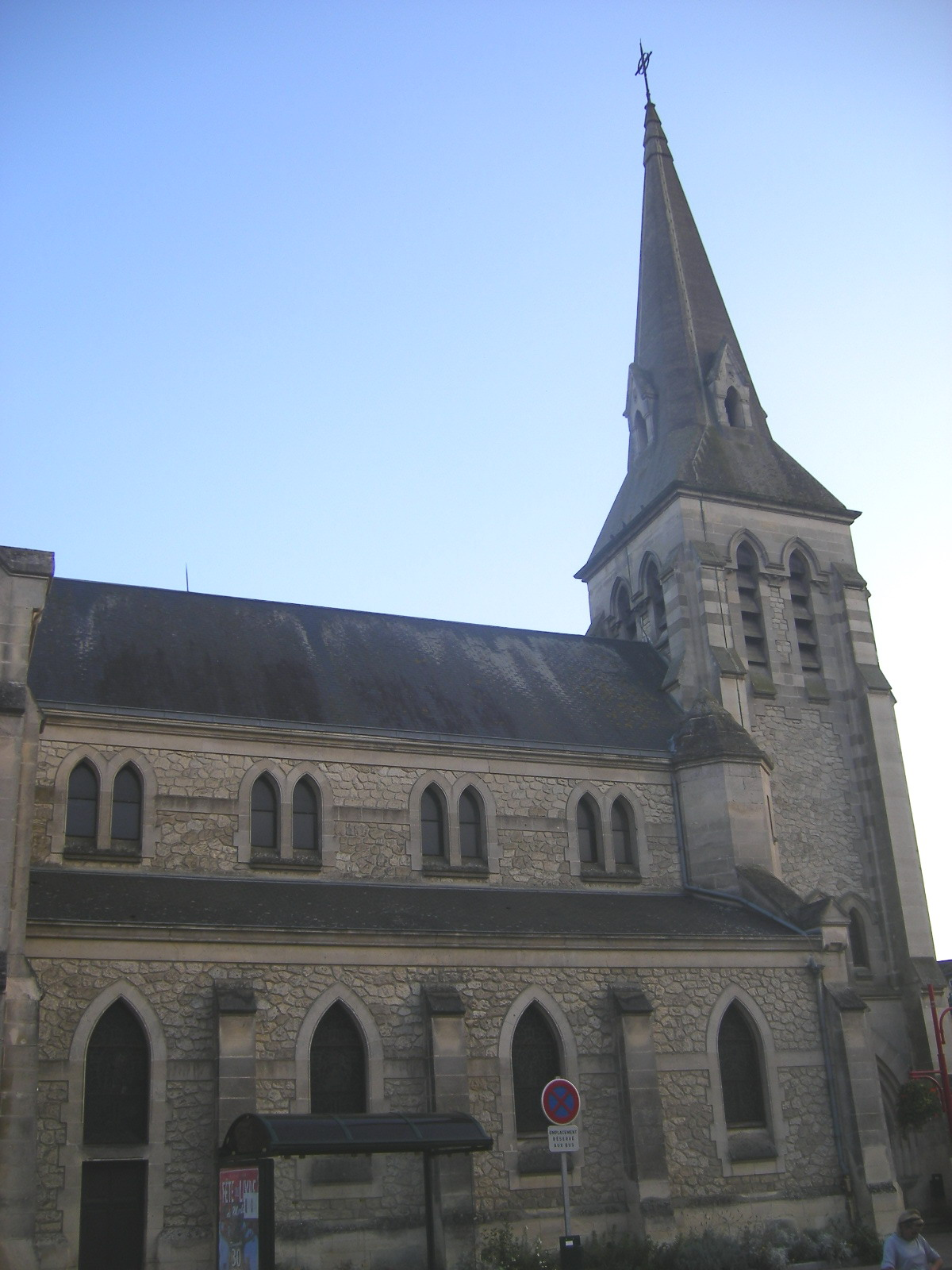
Kirche Sainte-Geneviève

- Kirche Sainte-Geneviève

## Persönlichkeiten
- Albert-Ernest Carrier-Belleuse (1824–1887), Maler und Zeichner